# Alan Badel
Alan Fernand Badel (Manchester, 11 de setembro de 1923 - Chichester, 19 de março de 1982) foi um ator inglês. Sua carreira se estendeu de 1951 até sua morte em 1982. Em 1964 e 1966, ganhou os prêmios BAFTA TV de Melhor Ator.

## Biografia
Alan nasceu no bairro de Rusholme, em Manchester, em 1923. Durante a Segunda Guerra Mundial, alistou-se como paraquedista britânico. Mais tarde, participou dos desembarques do Dia D e também esteve envolvido na Batalha do Bulge na Floresta das Ardenas.
Sua notável carreira de ator estendeu-se de 1951 até sua morte. O primeiro papel de Badel no cinema foi como João Batista na versão de Salomé (1953) com Rita Hayworth. Ele interpretou Richard Wagner em Chama Imortal (1955), uma cinebiografia sobre o compositor. Também desempenhou o papel de Karl Denny em Odeio o Meu Passado (1963). Na mesma época, atuou ao lado de Vivien Merchant em uma versão para a televisão da peça de Harold Pinter, The Lover (também de 1963) e como Edmond Dantès em uma adaptação televisiva de O Conde de Monte Cristo de Alexandre Dumas para a BBC em 1964.
Badel também interpretou o vilão Najim Beshraavi em Arabesco (1966) com Gregory Peck e Sophia Loren. Ele interpretou o Ministro do Interior francês em O Dia do Chacal (1973), um thriller político sobre a tentativa de assassinato do presidente Charles de Gaulle. Um de seus últimos papéis foi o do Barão Nicolas de Gunzburg no filme da Paramount Nijinsky - Uma História Real (1980). 

## Vida pessoal
Alan se casou com Yvonne Owen em 1942 e eles permaneceram juntos até sua morte. Sua filha é a atriz Sarah Badel.

## Morte
Alan Badel morreu de ataque cardíaco em 19 de março de 1982.